# Miguel Comesaña
Miguel Francisco Comesaña, né le 3 avril 1928 à Buenos Aires et mort le 14 juillet 2011, est un ancien arbitre argentin de football. Il fut arbitre assistant lors de la Coupe du monde 1978. Il arbitra internationalement dès 1964.

## Carrière
Il a officié dans des compétitions majeures : 
- JO 1964 (2 matchs)
- Copa América 1975 (3 matchs dont la finale aller)